# Patrik Tkáč
Patrik Tkáč (* 3. června 1973, Bratislava) je slovenský podnikatel, finančník,  spolumajitel a spoluzakladatel firmy J&T.

## Život
Narodil se v roce 1973 v Bratislavě, jeho otec je Jozef Tkáč, bývalý ředitel Investiční a rozvojové banky. Patrik Tkáč je absolventem Vysoké školy ekonomické v Bratislavě. V roce 1994 spolu se spolužákem z gymnázia Ivanem Jakabovičem založil skupinu J&T. Od roku 1998 je předsedou představenstva J&T Banky Praha a výkonný ředitel společnosti J&T Finance Group SE. Je také zakladatelem Nadace J&T.
Patrik Tkáč je také akcionář Energetického a průmyslového holdingu (EPH) a mediální skupiny Czech Media Invest (CMI) Daniela Křetínského.

## Osobní život
Je ženatý od roku 2008 a má dvě děti. Ovládá zhruba 43 % akcií fotbalové AC Sparty Praha.